# Jafarabad
Jafarabad es un pueblo y nagar Panchayat situado en el distrito de Jaunpur en el estado de Uttar Pradesh (India). Su población es de 10792 habitantes (2011). 

## Demografía
Según el censo de 2011 la población de Jafarabad era de 10792 habitantes, de los cuales 5578 eran hombres y 5214 eran mujeres. Jafarabad tiene una tasa media de alfabetización del 74,99%, superior a la media estatal del 67,68%: la alfabetización masculina es del 84%, y la alfabetización femenina del 65,50%.